# 800 v.Chr.
Het jaar 800 v.Chr. is een jaartal volgens de christelijke jaartelling.

## Gebeurtenissen

### Europa
- Ten noorden van de Alpen ontwikkelt zich de Hallstattcultuur. Er worden bronzen schalen,wapens en vazen gevonden.

### Fenicië
- De Assyriërs veroveren de havenstad Tyrus. De Feniciërs vragen Carthago om militaire steun. Dit om de Fenicische nederzettingen te beschermen en de handelsscheepvaart veilig te stellen.

### Italië
- De Etrusken stichten in het noorden van het huidige Italië onafhankelijke stadstaten.
- Oud Grieks dichter Homerus schrijft zijn bekende werken de Ilias en Odyssee.

### Griekenland
- Heropbloei van de Griekse steden, met een overbevolking als gevolg. Een deel van de bevolking emigreert naar de kusten van Italië en sticht er handelskolonies. Griekse wijn wordt verhandeld tegen ijzererts, luxegoederen en slaven.
- In Griekenland ontstaat op basis van het Fenicisch schrift, het Griekse alfabet.
- Rond deze tijd wordt de strategisch belangrijke stad Korinthe gesticht.
- Sparta verovert de landstreek Laconië.

### India
- In India worden heilige teksten (Upanishads) op schrift gesteld.

### Klein-Azië
- Rond deze tijd wordt in Anatolië het Frygische Rijk gesticht, met als hoofdstad Gordion. De belangrijkste vorst van het rijk is koning Midas (die in het Assyrisch Mita wordt genoemd). Het Frygische volk zal meerdere keren oorlog voeren tegen de Assyriërs.

### Midden-Amerika
- In de Oaxaca-vallei ontstaat het Zapoteekse hiërogliefenschrift, het oudst bekende schrift van Midden-Amerika.

## Overleden
- Hasanlu Lovers - een paar menselijke skeletten die in Hasanlu Teppe in Iran gevonden zijn, mogelijk waren het geliefden die gezamenlijk zijn overleden.